# Vang i Valdres
Vang i Valdres er en kommune i Innlandet fylke i Norge
Den grænser i nord til Luster, Lom og Vågå, i øst til Øystre Slidre, i sydøst til Vestre Slidre, i syd til Hemsedal og i vest til Lærdal og Årdal. Højeste punkt er Vestre Kalvehøgdi der er 2.208 moh.

## Areal og befolkning
Kommunen havde 1.586 indbyggere i 2019. De fleste vangsgjeldinger bor i Ryfoss, Vang, Øye og på Tyinkrysset. Vang har 4 børneskoler: Vang (Grindaheim), Høre, Øye og Åsvang. Der er en ungdomsskole i Grindaheim.

## Geografi
Fjeldområdet Filefjell ligger i vest og fjeldområdet Jotunheimen i nord.
Højeste punkt i kommunen er Kalvehøgdi med en højde på 2.208 meter over havet. En anden høj top i kommunen er Rasletind med 2.105 meter. Den ligger på grænsen til kommunen Vågå i Gudbrandsdalen. En anden kendt fjeldtop er Bitihorn, som ligger på grænsen til Øystre Slidre.
Det ligger flere store søer i kommunen, de største er Tyin, Sulevatnet, Nørdre Syndin, Vangsmjøse, Øyangen (delt med Øystre Slidre), Bygdin, Helin, Vinstre, Steinbusjøen og Fleinsendin.
Kommunen måler 56 km fra nord til syd og 47.3 km fra øst til vest. Tre fjerdedele af kommunen er over 900 meter. Fem procent af arealet er dækket af vand. Laveste punkt er 363 meter over havet.

## Historie
Vang, som resten af Valdres, blev oprindelig befolket med immigranter fra Vestlandet. I 1153 kom Valdres af denne grund under kardinal Breakspear i bispedømmet i Stavanger.
På den gamle tingvold, hvor Vang stavkirke en gang stod, holdt Håkon 6. ting i 1368. Da blev en grænsetvist løst med en grænsesten, som står der endnu.
Højt oppe i Filefjell ligger Nystua, hvor rejsende en gang fandt ly, når de skulle over til Vestlandet. På den anden side af den trange dal, som snor sig over fjeldet, ligger Maristua, sat op efter påbud af Dronning Margrete omkring 1390. Selv om Nystua først er nævnt i 1627, er den med stor sandsynlighed meget ældre. Begge disse overnatningssteder blev vedligeholdt af staten indtil 1830.
I Smeddalen vest for Nystua stod for flere århundreder siden en kirke, St. Thomaskirken på Filefjell. Det var en stavkirke, som er omtalt første gang i 1615, men var antagelig meget ældre.

## Seværdigheder
- Øye stavkirke (bygget 1150 – 1200)
- Høre stavkirke (bygget 1180)
- Vang stavkirke, nu flyttet til Karpacz i Karkonosze-fjeldene i Polen
- Vangsteinen udenfor Vang kirke
- Leinekvernene på nordsiden af Vangsmjøse
- St. Thomaskirken på Filefjell
- Ryfossen
- Sputrefossen